# Charles Pathé
Pour les articles homonymes, voir Pathé (homonymie).
Charles Pathé est un industriel et un producteur de cinéma français, né le 26 décembre 1863 à Chevry-Cossigny (Seine-et-Marne) et mort le 25 décembre 1957 à Monte-Carlo,. Il est le fondateur du groupe Pathé frères.

## Biographie
Il naît à Chevry-Cossigny en Seine-et-Marne, le 26 décembre 1863, de parents Alsaciens. Il est le fils de Jacques Pathé, né le 29 mai 1831 à Altkirch, un colosse dont la taille avoisine les deux mètres, et de Thérèse-Émélie Kech, lesquels tiennent une boucherie-charcuterie tout d'abord à Chevry-Cossigny, puis à Vincennes. Charles a trois frères et deux sœurs. Il quitte définitivement l'école à quatorze ans, et il fait des journées de quinze heures d'apprentissage très dures chez un boucher, rue de Charenton à Paris.
En 1889, à 25 ans, il commence le travail de boucher-ambulant. Comme la vie qu'il mène chez ses parents ne lui convient guère, il réunit quelques économies, et avec l'aide de ses frères et de sa sœur, décide de partir pour l'Argentine, à Buenos Aires avec l'ambition de réussir dans les affaires. Avec les économies qu'il a réunies, il s'embarque sur un bateau de pauvres émigrants, qu'il décrit avec compassion. Il tente dans ce pays de s'établir dans divers métiers de petites industries. On le voit même s'aventurer dans le blanchissage basé sur des machines à laver industrielles. Tout cela ne marche pas. Il n'arrive pas à se fixer, change fréquemment de métier. Son associé de l'époque et lui attrapent la fièvre jaune. Il en réchappe miraculeusement, contrairement à son associé.
Il revient en France en mauvaise santé, après un dernier échec de commerce de perroquets (qui meurent presque tous durant la traversée). Il se marie à 30 ans, en octobre 1893, avec Mlle Foy (1872-1923). Il a un maigre salaire qu'il obtient comme gratte-papier d'un avoué parisien.

### Carrière dans l'industrie de l'enregistrement sonore et du film

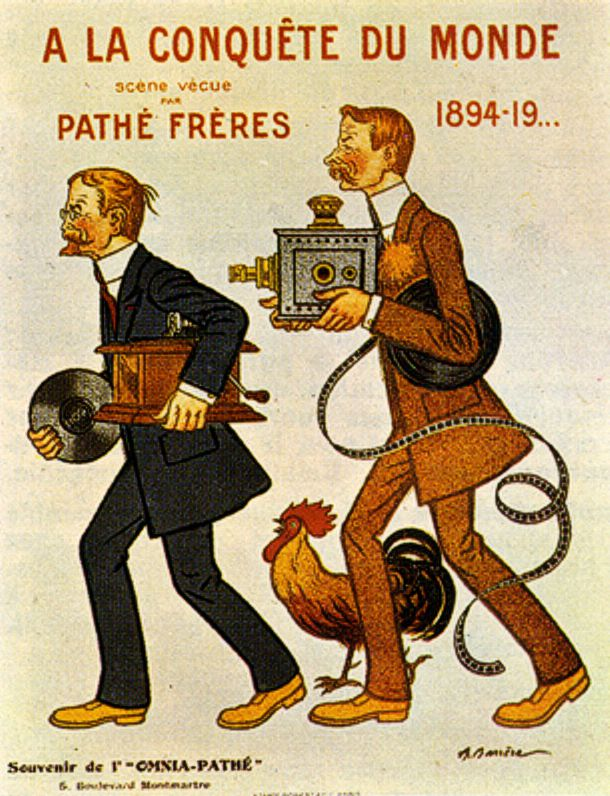
Affiche d'Adrien Barrère, Pathé frères.

En août 1894, il découvre le phonographe Edison à la foire de Vincennes. Il a immédiatement le coup de foudre pour cet appareil et veut en acheter un pour commencer à faire des démonstrations sur les foires. Puis c'est à Londres qu'il découvre le kinétoscope inventé par Thomas Edison. Il étend ses activités dans le commerce des projecteurs et des films. Il est aussi l'inventeur du premier magazine d'actualités cinématographiques projeté sur les écrans. En 1896, il fonde la société Pathé Frères et, avec son frère Émile, se lance la même année dans l'industrialisation de l'enregistrement du son.
Le 28 décembre 1897, les nouveaux capitaux de la société « Pathé frères » lui permettent de créer « la nouvelle société Pathé Frères », qui fait entrer cette société de production dans la grande finance.
Tous les secteurs d'activité sont alors exploités : la production, les laboratoires de développement, la diffusion, l'exploitation de films... De 1902 à 1904, il ouvre des succursales en Europe et aux États-Unis. La production de films passe de soixante-dix en 1901 à cinq cents en 1903. La société crée en 1905 le logo du coq gaulois, qui reste aujourd'hui encore son emblème. En 1907, Charles Pathé décide de louer des films pour une durée de quatre mois maximum, sur le modèle américain, l'activité étant plus lucrative que la vente.

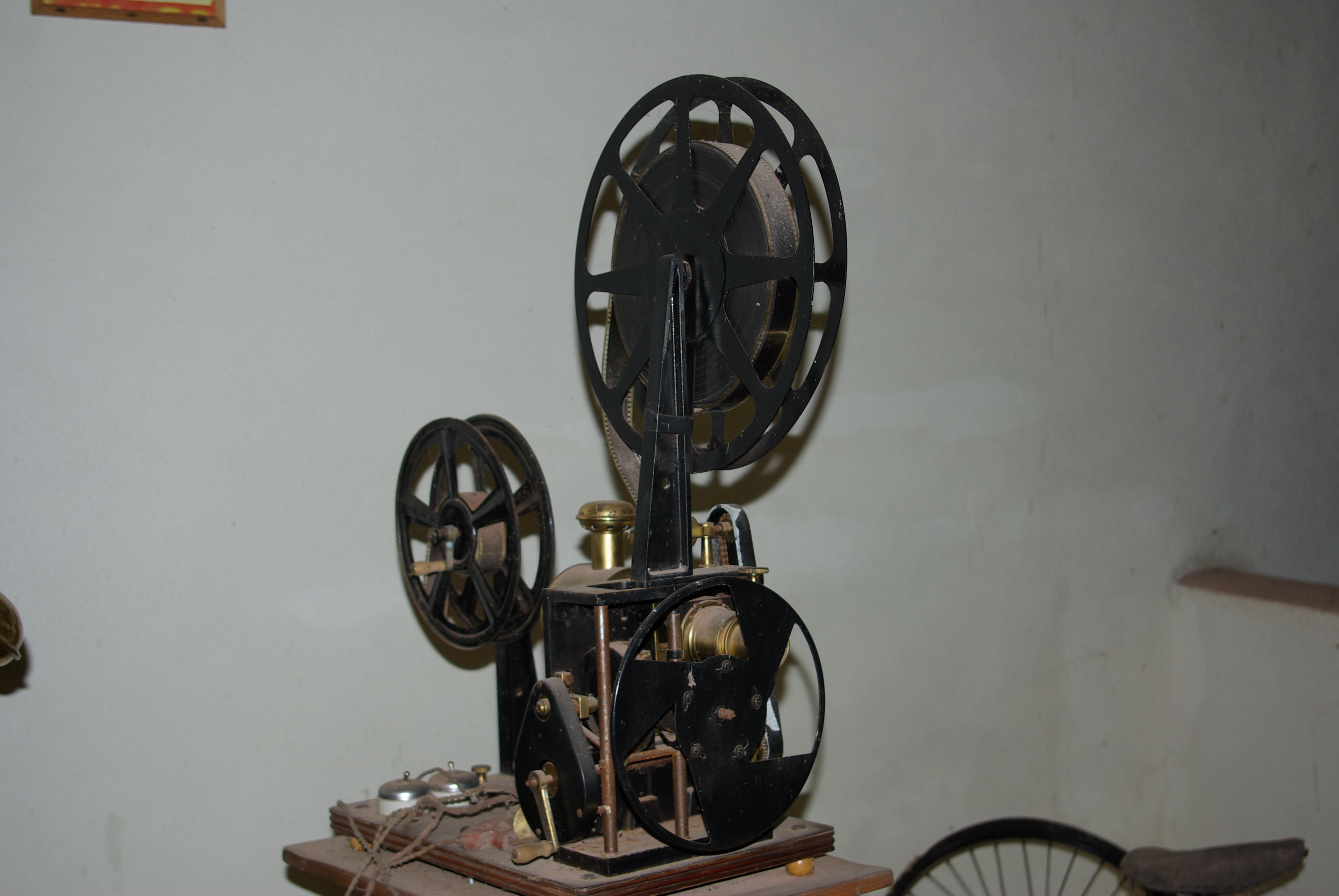
Projecteur de film Pathé de 1910.

À partir de 1901, il s'associe avec Ferdinand Zecca et se spécialise dans la production et la réalisation de films que Pathé produit. Vers 1905, la société emploie un personnel spécialisé (scénaristes, décorateurs, cadreurs, réalisateurs, etc).
Sa découverte de Max Linder, qu'il engage en 1905, figure parmi ses titres de gloire.
Il établit un grand monopole cinématographique Pathé, qui consiste en des productions contrôlées de films au moyen de ses agences. Il crée à cette fin de nombreux studios dans le monde. Segundo de Chomón fonde en 1906 la succursale espagnole à Barcelone, et quatre ans plus tard Pathé pénètre le marché américain avec Pathé-America, liée au trust de la Motion Picture Patents Company.
En 1912, en Belgique, Charles Pathé confie à Alfred Machin, la mission d'exploiter le premier studio de films. Le fonctionnement de la Belge-Cinéma/Film aura constitué un laboratoire incontestable de la stratégie internationale de cette entreprise cinématographique.
Un studio de films est à cet effet établi à Molenbeek-Saint-Jean, au château du Karreveld. La société Pathé est la première à exploiter une production cinématographique à l'échelle industrielle et mondiale.
À partir de 1926, il partage le monopole de fabrication des pellicules vierges avec Kodak.

### Dernières années et postérité
En 1913, Charles Morand Pathé acquiert le Château de Roissy-en-Brie proche de sa ville de naissance, il est conseiller municipal, en 1923 il y marie sa fille Maud future cantatrice avec un neveu Roger Pathé. Mais quitte Roissy au décès de son épouse en 1924. l'ensemble parc, chateau et terre est vendu en 1947.

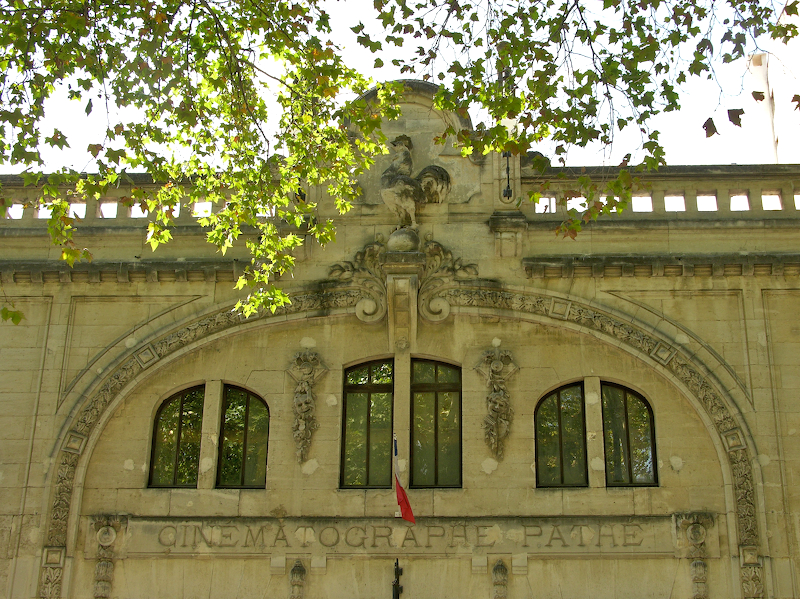
Façade d'un cinéma Pathé avec l'emblème du coq, Montpellier.

En 1929, il se retire à Monaco ; il meurt à Monte-Carlo le 25 décembre 1957, la veille de ses 94 ans. Il est enterré au cimetière ancien de Vincennes (emplacement D.7-L.5-P.2607-2608).
Il est le père du journaliste Pierre-Charles Pathé et de deux filles : Denise, mariée à Bernard Vernier-Palliez, et Charlotte Cécile, mariée à André Boulloche, décédée à 98 ans à Fontainebleau et inhumée auprès de son père le 14 septembre 2020 (La République de Seine-et-Marne, 14/09/2020).
La rue principale de Chevry-Cossigny (Seine-et-Marne), une rue de Vincennes dans le Val-de-Marne ainsi qu'une rue à Bourges dans le Cher portent son nom. La place devant le Château de Roissy-en-brie, devenue la mairie en 1960, porte le nom de Charles Pathé.

### Décoration
- Officier de la Légion d'honneur[6]

## Filmographie
- 1994 : V'la l'cinéma ou le roman de Charles Pathé de Jacques Rouffio : film sur la vie de Charles Pathé.